# Aechmea nudicaulis
Espèce
Classification phylogénétique
Aechmea nudicaulis est une espèce de plante à fleurs de la famille des Bromeliaceae, couramment utilisée comme plante ornementale et largement répandue en Amérique centrale, dans les Caraïbes et en Amérique du Sud.

## Synonymes
- Billbergia aureorosea Baker[1] ;
- Billbergia lanuginosa K.Koch[1] ;
- Billbergia lutea Schult. & Schult.f.[1] ;
- Billbergia nudicaulis (L.) Lindl.[1] ;
- Billbergia pyramidalis J.Forbes [non-légitime][1] ;
- Billbergia pyramidata Beer[1] ;
- Billbergia quadricolor C.Chev. [non-valide][1] ;
- Bromelia gigantea Schult. & Schult.f. [non-valide][1] ;
- Bromelia nudicaulis L.[1] ;
- Hohenbergia nudicaulis (L.) Baker[1] ;
- Hoplophytum lanuginosum (K.Koch) Beer[1] ;
- Hoplophytum nudicaule (L.) K.Koch[1] ;
- Pothuava nudicaulis (L.) Regel[1] ;
- Tillandsia saxatilis Vell.[1] ;
- Tillandsia serrata Sessé & Moc.[1].

## Variétés
- Aechmea nudicaulis var. aequalis  L.B.Sm. & Reitz, 1963
- Aechmea nudicaulis var. aureorosea ( Antoine) L.B. Smith, 1955
- Aechmea nudicaulis var. capitata  Reitz, 1965
- Aechmea nudicaulis var. cuspidata  Baker, 1879
- Aechmea nudicaulis var. flavomarginata  E. Pereira, 1975
- Aechmea nudicaulis var. nudicaulis  (L.) Griseb., 1864
- Aechmea nudicaulis var. nordestina  J.A. Siqueira & Leme, 2006
- Aechmea nudicaulis var. plurifolia  E. Pereira, 1972
- Aechmea nudicaulis var. simulans  E. Pereira, 1977

## Distribution
L'espèce est largement répandu du Mexique, aux Caraïbes et à l'Amérique du Sud. On la rencontre notamment au Mexique, au Costa Rica, au Honduras, au Nicaragua, à Cuba, Haïti, République dominicaine, en Guyane, au Guyana, au Venezuela, en Colombie, en Équateur, au Pérou et au Brésil.

## Description
L'espèce et épiphyte ou hémicryptophyte.

## Galerie

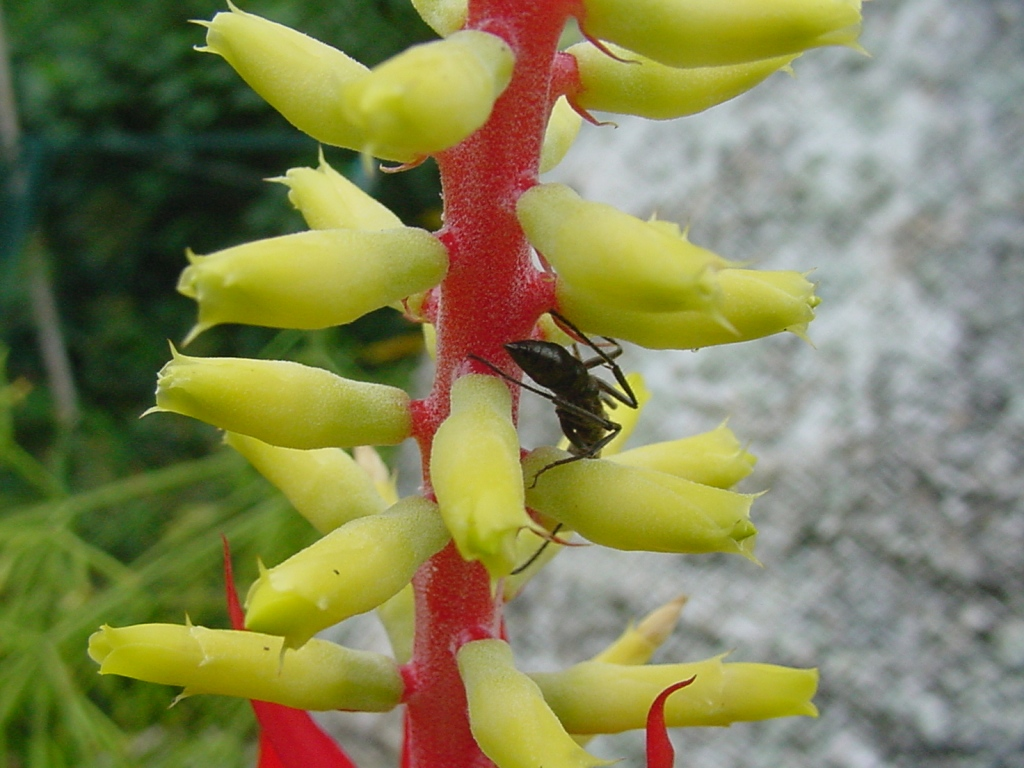
Inflorescence.
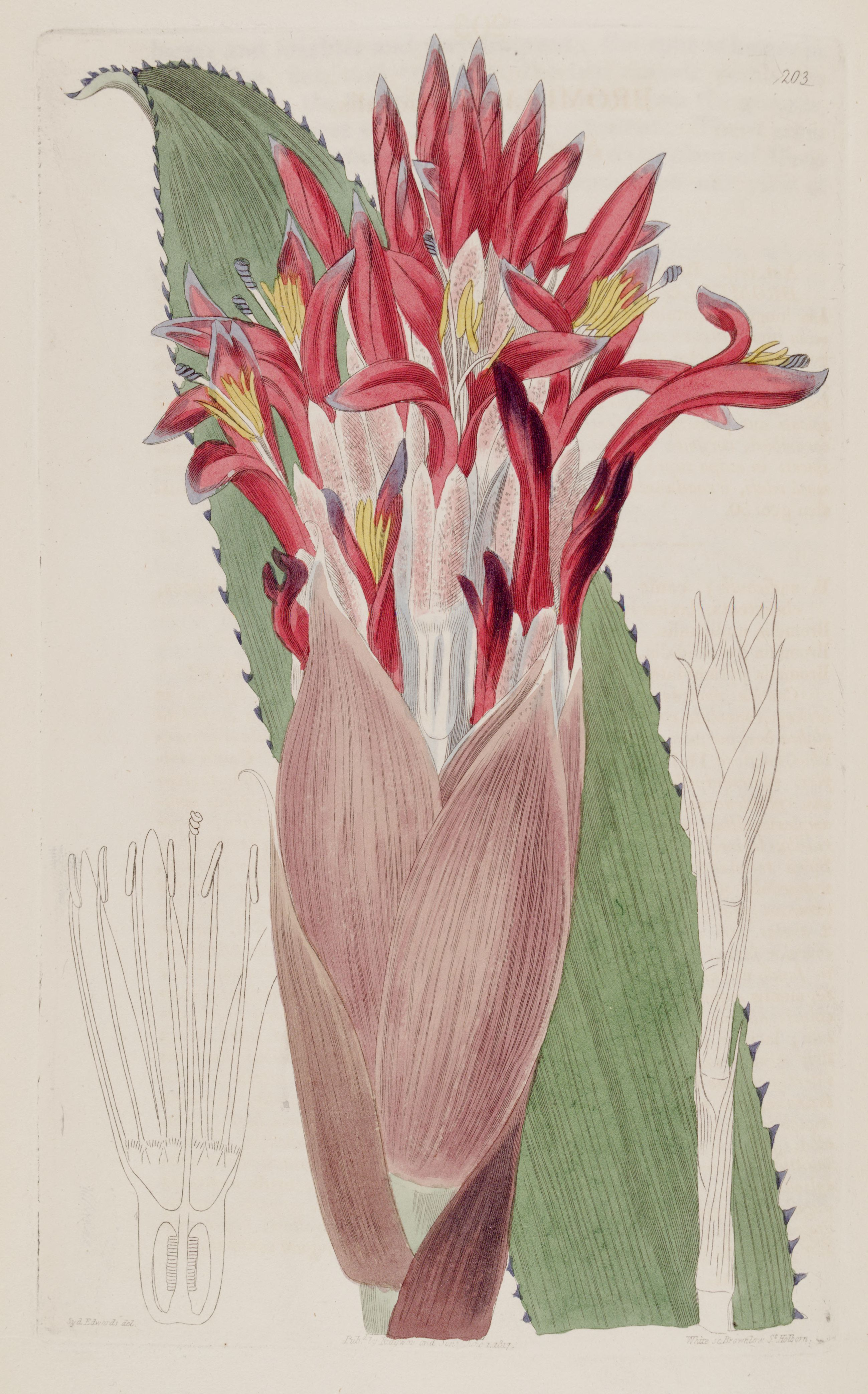
Illustration de 1817.